# David Gyldenklou
David Gyldenklou, född 6 juli 1629 i Söderköping, Östergötland, död 29 januari 1686 i Stockholm, var en svensk militär.

## Biografi
David Gyldenklou föddes 1629 i Söderköping. Han var son till landshövdingen Anders Gyldenklou och Maria Rijk. Gyldenklou blev 24 januari 1641 student vid Uppsala universitet och blev 16 januari 1658 kapten vid Peder Sparres regemente i Jämtland. Han blev 1660 major vid Jönköpings regemente och var vid konung Karl X Gustafs begravning 3 november 1660 Bayerns fana. Gyldenklou blev sedan överstelöjtnant. Han avled 1686 i Stockholm och begravdes 29 juni samma år i Alla Helgona kyrka, Nyköping där hans huvudbaner sattes upp.

### Egendom
Gylenklou ägde Slomarp i Högby socken, Hylinge i Västra Husby socken och Hulterstad i Mjölby socken.

### Familj
Gyldenklou gifte sig med Elisabet Tungel (1632–1679), dotter av hovkanslern Nils Nilsson Tungel och Catharina Carlsdotter Rosenstielke. De fick tillsammans barnen David Gyldenklou (född 1666), Anna Maria Gyldenklou (född 1667) och David Gyldenklou (1668–1669).

## Fotnoter
1. 1 2 3 4 5 6 7 8 9  Gustaf Elgenstierna, Den introducerade svenska adelns ättartavlor, vol. 3, 1927, s. 209, läst: 10 augusti 2022.[källa från Wikidata]
2. 1 2 3  Elgenstierna Gustaf, red (1927). Den introducerade svenska adelns ättartavlor 3 Gadde-Höökenberg. Stockholm: Norstedt. sid. 209. Libris 10076750